# G.Lite
G.Lite (Zalecenie ITU-T G.992.2) – rodzaj modulacji sygnału stosowanej w technologii ADSL, który umożliwia transferowanie danych z prędkością do 1,5 Mbit/s do użytkownika oraz do 512 kbit/s od użytkownika. W przeciwieństwie do modulacji G.DMT nie wymaga stosowania splitterów.